# 1218
Il 1218 (MCCXVIII in numeri romani) è un anno  del XIII secolo.

## Eventi
- 29 maggio - Quinta Crociata: la città di Damietta viene posta sotto l'assedio dai crociati.
- I Cavalieri Portaspada  cominciano la conquista dell'Estonia.
- Minamoto no Sanetomo diventa Udaijin del Giappone.
- Alfonso IX di León fonda l'Università di Salamanca.
- I Mongoli di Gengis Khan, sotto la guida del suo primogenito Jochi, conducono una seconda campagna contro i chirghisi.
- San Pietro Nolasco fonda l'Ordine di Santa Maria della Mercede  a Barcellona.

## Nati
- 12 febbraio - Kujō Yoritsune, militare giapponese († 1256)
- 1º maggio - Giovanni d'Avesnes, conte († 1257)
- 1º maggio - Rodolfo I d'Asburgo, sovrano tedesco († 1291)
- 3 maggio - Enrico I di Cipro, sovrano cipriota († 1253)
- 30 ottobre - Chūkyō, imperatore giapponese († 1234)
- Abele di Danimarca, re danese († 1252)
- Adelaide I di Borgogna, nobile († 1279)
- Iolanda di Bretagna, nobildonna francese († 1272)
- Zita di Lucca, santa italiana († 1278)
- Tolberto II da Camino, nobile italiano († 1256)
- Maria di Coucy, regina († 1285)

## Morti
- 23 gennaio - Volchero di Erla, patriarca cattolico tedesco (n. 1140)
- 2 febbraio - Costantino di Vladimir, nobile (n. 1186)
- 11 febbraio - Alice di Courtenay, nobildonna francese (n. 1160)
- 12 febbraio - Adelaide di Gheldria, nobile tedesca
- 18 febbraio - Bertoldo V di Zähringen, nobile tedesco (n. 1160)
- 22 aprile - Tebaldo VI di Blois, conte
- 25 aprile - Franca da Vitalta, religiosa italiana (n. 1175)
- 6 maggio - Teresa del Portogallo, principessa portoghese (n. 1157)
- 19 maggio - Ottone IV di Brunswick, sovrano tedesco (n. 1175)
- 20 giugno - Eleonora di Vermandois, nobile francese
- 25 giugno - Simone IV di Montfort, conte
- 6 luglio - Oddone III di Borgogna, duca (n. 1166)
- 7 agosto - Adolfo III di Berg, nobile tedesco
- 6 novembre - Federico Vanga, vescovo cattolico
- 7 dicembre - Filofteia di Arges, religiosa bulgara (n. 1206)
- 28 dicembre - Roberto II di Dreux, generale francese (n. 1154)
- Warin FitzGerold, nobile e cavaliere medievale britannico (n. 1167)
- Guglielmo III, conte di Jülich, conte
- Guglielmo di Baux, trovatore francese
- Guidetto, vescovo cattolico italiano
- Kuchlug, condottiero mongolo
- Luigi II di Loon, conte
- Nicola di Tuscolo, cardinale e diplomatico italiano
- Pietro di Vaux de Cernay, monaco cristiano e storico francese
- Al-'Adil I, condottiero curdo (n. 1143)
- Ugo I di Cipro, sovrano francese (n. 1195)
- Elena di Gallura
- Comita I di Torres

## Calendario
| Calendario 1218 | Calendario 1218 | Calendario 1218 | Calendario 1218 | Calendario 1218 | Calendario 1218 | Calendario 1218 | Calendario 1218 | Calendario 1218 | Calendario 1218 | Calendario 1218 | Calendario 1218 | Calendario 1218 | Calendario 1218 | Calendario 1218 | Calendario 1218 | Calendario 1218 | Calendario 1218 | Calendario 1218 | Calendario 1218 | Calendario 1218 | Calendario 1218 | Calendario 1218 | Calendario 1218 | Calendario 1218 | Calendario 1218 | Calendario 1218 | Calendario 1218 | Calendario 1218 | Calendario 1218 | Calendario 1218 | Calendario 1218 | Calendario 1218 |
| --------------- | --------------- | --------------- | --------------- | --------------- | --------------- | --------------- | --------------- | --------------- | --------------- | --------------- | --------------- | --------------- | --------------- | --------------- | --------------- | --------------- | --------------- | --------------- | --------------- | --------------- | --------------- | --------------- | --------------- | --------------- | --------------- | --------------- | --------------- | --------------- | --------------- | --------------- | --------------- | --------------- |
|                 | 1               | 2               | 3               | 4               | 5               | 6               | 7               | 8               | 9               | 10              | 11              | 12              | 13              | 14              | 15              | 16              | 17              | 18              | 19              | 20              | 21              | 22              | 23              | 24              | 25              | 26              | 27              | 28              | 29              | 30              | 31              |                 |
| Gennaio         | Lu              | Ma              | Me              | Gi              | Ve              | Sa              | Do              | Lu              | Ma              | Me              | Gi              | Ve              | Sa              | Do              | Lu              | Ma              | Me              | Gi              | Ve              | Sa              | Do              | Lu              | Ma              | Me              | Gi              | Ve              | Sa              | Do              | Lu              | Ma              | Me              |                 |
| Febbraio        | Gi              | Ve              | Sa              | Do              | Lu              | Ma              | Me              | Gi              | Ve              | Sa              | Do              | Lu              | Ma              | Me              | Gi              | Ve              | Sa              | Do              | Lu              | Ma              | Me              | Gi              | Ve              | Sa              | Do              | Lu              | Ma              | Me              |                 |                 |                 |                 |
| Marzo           | Gi              | Ve              | Sa              | Do              | Lu              | Ma              | Me              | Gi              | Ve              | Sa              | Do              | Lu              | Ma              | Me              | Gi              | Ve              | Sa              | Do              | Lu              | Ma              | Me              | Gi              | Ve              | Sa              | Do              | Lu              | Ma              | Me              | Gi              | Ve              | Sa              |                 |
| Aprile          | Do              | Lu              | Ma              | Me              | Gi              | Ve              | Sa              | Do              | Lu              | Ma              | Me              | Gi              | Ve              | Sa              | Do              | Lu              | Ma              | Me              | Gi              | Ve              | Sa              | Do              | Lu              | Ma              | Me              | Gi              | Ve              | Sa              | Do              | Lu              |                 |                 |
| Maggio          | Ma              | Me              | Gi              | Ve              | Sa              | Do              | Lu              | Ma              | Me              | Gi              | Ve              | Sa              | Do              | Lu              | Ma              | Me              | Gi              | Ve              | Sa              | Do              | Lu              | Ma              | Me              | Gi              | Ve              | Sa              | Do              | Lu              | Ma              | Me              | Gi              |                 |
| Giugno          | Ve              | Sa              | Do              | Lu              | Ma              | Me              | Gi              | Ve              | Sa              | Do              | Lu              | Ma              | Me              | Gi              | Ve              | Sa              | Do              | Lu              | Ma              | Me              | Gi              | Ve              | Sa              | Do              | Lu              | Ma              | Me              | Gi              | Ve              | Sa              |                 |                 |
| Luglio          | Do              | Lu              | Ma              | Me              | Gi              | Ve              | Sa              | Do              | Lu              | Ma              | Me              | Gi              | Ve              | Sa              | Do              | Lu              | Ma              | Me              | Gi              | Ve              | Sa              | Do              | Lu              | Ma              | Me              | Gi              | Ve              | Sa              | Do              | Lu              | Ma              |                 |
| Agosto          | Me              | Gi              | Ve              | Sa              | Do              | Lu              | Ma              | Me              | Gi              | Ve              | Sa              | Do              | Lu              | Ma              | Me              | Gi              | Ve              | Sa              | Do              | Lu              | Ma              | Me              | Gi              | Ve              | Sa              | Do              | Lu              | Ma              | Me              | Gi              | Ve              |                 |
| Settembre       | Sa              | Do              | Lu              | Ma              | Me              | Gi              | Ve              | Sa              | Do              | Lu              | Ma              | Me              | Gi              | Ve              | Sa              | Do              | Lu              | Ma              | Me              | Gi              | Ve              | Sa              | Do              | Lu              | Ma              | Me              | Gi              | Ve              | Sa              | Do              |                 |                 |
| Ottobre         | Lu              | Ma              | Me              | Gi              | Ve              | Sa              | Do              | Lu              | Ma              | Me              | Gi              | Ve              | Sa              | Do              | Lu              | Ma              | Me              | Gi              | Ve              | Sa              | Do              | Lu              | Ma              | Me              | Gi              | Ve              | Sa              | Do              | Lu              | Ma              | Me              |                 |
| Novembre        | Gi              | Ve              | Sa              | Do              | Lu              | Ma              | Me              | Gi              | Ve              | Sa              | Do              | Lu              | Ma              | Me              | Gi              | Ve              | Sa              | Do              | Lu              | Ma              | Me              | Gi              | Ve              | Sa              | Do              | Lu              | Ma              | Me              | Gi              | Ve              |                 |                 |
| Dicembre        | Sa              | Do              | Lu              | Ma              | Me              | Gi              | Ve              | Sa              | Do              | Lu              | Ma              | Me              | Gi              | Ve              | Sa              | Do              | Lu              | Ma              | Me              | Gi              | Ve              | Sa              | Do              | Lu              | Ma              | Me              | Gi              | Ve              | Sa              | Do              | Lu              |                 |